# 日本晚樱
日本晚樱（学名：Cerasus serrulata var. lannesiana）为蔷薇科樱属下的一个变种。该变种叶边有渐尖重锯齿，齿端有长芒。日本晚樱常有香气。花期3-5月。
中国大陆各地庭园有所栽培，引自日本，用以观赏。

## 扩展阅读
- 維基物種上的相關：日本晚樱